# Перрин, Стивен
Стивен (Стив) Герберт Перрин (англ. Stephen Herbert Perrin; 22 января 1946 — август 2021) — американский геймдизайнер, технический писатель и редактор. Он наиболее известен созданием настольной ролевой игры RuneQuest для Chaosium.

## Биография
Стивен Перрин получил степень бакалавра искусств по английскому языку в университете штата Калифорния в Сан-Франциско. В 1966 году Стивен был одним из основателей Общества творческого анахронизма.

### Ранняя карьера
Одним из его первых вкладов в мир ролевых игр были The Perrin Conventions 1976 года, свод альтернативных правил боя Dungeons & Dragons, которые привели к его работе над RuneQuest. Стивен был заинтересован в более активном участии в индустрии ролевых игр, и вместе с Джеффом Пимпером он поговорил с Chaosium о публикации руководства по монстрам на основе D&D, которое они назвали All the Worlds' Monsters 1977 года, которое опередило Monster Manual TSR на рынке. Перрин вместе со Стивом Хендерсоном и Уорреном Джеймсом начал работать над идеей оригинальной игровой системы для Глоранты, и вскоре к ним присоединился Рэй Терни из первоначальной неудавшейся команды дизайнеров. Проект был окончательно издан в 1978 году как RuneQuest.
Стивен официально присоединился к Chaosium в 1981 году, хотя и пробыл там несколько лет. Он был одним из нескольких авторов, которые внесли свой вклад в Thieves' World 1981 года. Перринский Worlds of Wonder 1982 года был третьим релизом в рамках Basic Role-Playing. Superworld, один из миров Worlds of Wonder, стала самостоятельной игрой, хотя она была лишь несильно успешной, и Перрин позже признал, что она была слишком похожа на Champions. В 1984 году он написал BRP для Elfquest, основанной на комиксе Elfquest. Находясь в Chaosium, он также создал Stormbringer и внёс свой вклад в Call of Cthulhu.

### Поздняя карьера
В 1986 году Hero Games опубликовала свою шестую ролевую игру Robot Warriors, за авторством Перрина. Он также написал приложение к ролевой игре Champions 1987 года The Voice of Doom.
Стивен работал в Interplay Productions, Maxis и Spectrum HoloByte, занимаясь геймдизайном тестированием и написанием руководств для таких компьютерных игр, как Mechanized Assault & Exploration, Star Trek: Starfleet Academy и Descent to Undermountain. Он также работал внештатно для многих крупных игровой компаний, включая TSR, FASA, Hero Games, West End Games и Iron Crown Enterprises.
Steve Perrin's Quest Rules (SPQR) является последней ролевой игрой Стива Перрина, которую он продаёт независимо через Chaos Limited. В 2004 году он сотрудничал с Taldren над Black 9 Ops — бумажного сопровождения к игре Black 9, которое столкнулось с трениями между разработчиком и издателем и не было выпущено. В итоге Стивен решил сделать Black 9 Ops доступным бесплатно и предоставил PDF-файл всем желающим.
В 2010 году Перрин начал создавать текстовые приключения для игр Icons и Mutants & Masterminds. Он выполнил несколько сценариев для Vigilance Press и Fainting Goat Press.
В 2019 году было объявлено, что Стивен вернулся в Chaosium в качестве креативного консультанта.
В 2020 году Перрин участвовал в написании романа «Американский герой» в серии Дикие карты.